# سانت باول الدومينيكان

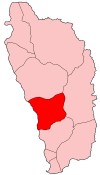
سانت باول الدومينيكان

سانت بول (Saint-Paul)هي إحدى التقسيمات الإدارية (رعية) في الدومينيكان ويحدها من الشمال سانت جوزيف، سانت جورج من الجنوب، سانت دافيد من الشرق.
أكبر مدنها هي كانفييلد وماهوت.
و تبلغ مساحتها67,4 كم²، وعدد سكانها8397 نسمة (سنة 2001)، أما لاكثافة السكانية فهي 124.6 نسمة في كم².